# Haritalopha indentalis
Haritalopha indentalis là một loài bướm đêm trong họ Noctuidae.